# Panorpa okinawaensis
Panorpa okinawaensis är en näbbsländeart som beskrevs av Nakamura 2009. Panorpa okinawaensis ingår i släktet Panorpa och familjen skorpionsländor. Inga underarter finns listade i Catalogue of Life.